# خان امیر
خان امیر Khan Amir روستایی است در شهرستان بروجرد در استان لرستان. این روستا در دهستان شیروان در بخش مرکزی این شهرستان قرار دارد.
نام این روستا از نام خان امیر خان بوعلی، مالک این روستا گرفته شده‌است. در جریان اصلاحات اراضی رژیم پهلوی ایشان به عراق مهاجرت کردند اما پس از چند سال در راه بازگشت به قریه خود در شهرستان دره‌شهر به صورت تصادفی به قتل رسید. ایشان دارای یک پسر و ۴ دختر می‌باشند از دختران وی یکی در عراق ازدواج کردند و بقیه به ایران آمدند و در شهرستان کرج اقامت گزیدند. هیچ‌کدام از فرزندان خان امیر در حال حاضر در این روستا اقامت ندارند. نوادگان خان امیر با القاب: امیری، امیری نژاد، بابلی و باباعلی معروف هستند.دقیقا این روستا با همین تعریف در شهرستان الشتر بخش فیروز آباد وجود دارد

## جمعیت
بنابر سرشماری مرکز آمار ایران، جمعیت این روستا در سال ۱۳۹۵، برابر با ۶۸ نفر بوده‌است که از این میان ۴۱ نفر مرد و بقیه زن بوده‌اند. این روستا ۱۹ خانوار جمعیت دارد.